# Dublin Challenger 1988
Il Dublin Challenger 1988 è stato un torneo di tennis facente parte della categoria ATP Challenger Series nell'ambito dell'ATP Challenger Series 1988. Il torneo si è giocato a Dublino in Irlanda dal 4 al 10 luglio 1988 su campi in sintetico.

## Vincitori

### Singolare
Neil Broad ha battuto in finale  Tobias Svantesson con il punteggio di 7–6, 4–6, 6–3

### Doppio
Neil Broad /  Stefan Kruger hanno battuto in finale  Marcos Hocevar /  Alexandre Hocevar con il punteggio di 4–6, 7–5, 7–6